# 도요히라구
도요히라구(일본어: 豊平区)는 일본 홋카이도 삿포로시의 남동부에 있는 구이다. 1972년에 옛 도요히라정 동부에 설치되었고 1997년에 그 중 동쪽이 기요타구로 분구되었다.

## 지리
서변의 북쪽으로 도요히라강을 사이에 두고 주오구와 접하고, 남쪽은 도요히라강을 경계로 미나미구와 접한다. 도호쿠도리(東北通)를 사이에 두고 북쪽은 시로이시구, 요시다강을 사이에 두고 동쪽이 기요타구이다. 외형은 남북으로 길지만, 개발된 지역은 북쪽으로 한정되어 오히려 동서 방향으로 길다.
북쪽에서 남쪽으로 가면서 고도가 조금씩 높아져 구릉지가 된다. 남부는 다키노 구릉의 일부로, 인가가 드문 원생적 삼림이다. 그 북쪽으로 소하천이 흐르는 대지군이 있고 느슨한 경사에 의해 북쪽의 저지와 완만하게 연결된다. 쓰키사무강 서쪽의 대지를 니시오카 대지, 동쪽의 대지를 쓰키사무 대지라고 한다. 북서부는 도요히라강 선상지의 우안으로, 좌안과 비교해서 약간 높기 때문에 평탄면으로 구별된다. 대지를 흐르는 소하천은 모두 남쪽에서 북쪽을 향해 흐른다.

### 기후
겨울에는 삿포로시의 북부(데이네구, 기타구, 히가시구 등)에서 눈이 내려도 도요히라구(주오구, 기요타구 등도 마찬가지)는 눈이 내리지 않고 개어 있는 경우가 있다. 실제로 겨울 적설량은 북부의 도요히라구 주변과는 달리 적은 편이다. 그만큼 겨울의 맑은 날에는 방사 냉각이 힘들어져 기상대가 있는 주오구보다 냉각이 심하고 -15°C 이하가 되는 날도 많다. 실제로 삿포로 돔과 인접하는 홋카이도 농업연구센터 기상관측노장의 관측값에 의하면 2008년 2월 25일에는 ―24.0°C가 관측되는 등 -20°C 전후가 되는 날도 결코 드물지 않다.

### 인접한 자치체
- 삿포로시
  - 시로이시구, 기요타구, 미나미구, 주오구

## 역사
도요히라라는 이름은 ‘무너진 벼랑’을 의미하는 아이누어의 토이에피라에서 유래한다. 지금의 도요히라교 부근을 가리키는 지명이다.
- 1871년 - 사람들이 계속 이주하여 동년 히라기시촌과 쓰키사무촌, 다음 해 도요히라촌이 만들어졌다.
- 1902년 - 도요히라촌, 히라기시촌, 쓰키사무촌이 합병해 도요히라촌이 되었다.
- 1908년 - 정으로 승격해 도요히라정이 되었다.
- 1961년 - 도요히라정 전역이 삿포로시에 편입되었다.
- 1972년 - 삿포로시가 정령지정도시가 되면서 옛 도요히라정의 동쪽 지역이 도요히라구, 서쪽 지역이 미나미구가 되었다.
- 1997년 11월 4일 - 요시다강을 경계로 구의 동쪽을 기요타구로 분구하였다.

시가화는 1950년대 이후에 급속히 진행되어 2004년까지 구의 북부는 거의 주택지가 되었다. 남쪽은 시가화 조정 구역으로 지정되어 개발이 제한되고 삼림으로 남겨져 있다.

## 인구
- 1975년 - 184,442명
- 1980년 - 218,330명
- 1985년 - 249,956명
- 1990년 - 277,801명
- 1995년 - 296,647명
- 2000년 - 204,700명
- 2005년 - 209,428명
- 2010년 - 212,118명
- 2015년 - 218,652명

## 교육
- 홋카이가쿠엔 대학
- 삿포로 대학
- 홋카이 상과대학

## 교통

### 철도
- 삿포로시 교통국(삿포로 시영 지하철)
  - 난보쿠선
  - 도호선

### 도로
- 국도 36호선
- 국도 제453호선 (일본)(일본어판)

## 시설
- 삿포로 돔